# Albert Ràfols-Casamada
Albert Ràfols-Casamada   (Barcelona, 2 de febrer de 1923 - Barcelona, 17 de desembre de 2009) fou un poeta i pintor català. Ha sigut un dels artistes catalans contemporanis més significatius i polifacètics. Va iniciar-se en el dibuix i la pintura amb el guiatge del seu pare, Albert Ràfols Cullerés. Després d'uns anys d'estudis d'arquitectura, va optar per la pintura i va exposar per primer cop a Barcelona el 1946 amb el grup Els Vuit. El 1950 va obtenir una beca del govern francès i es va traslladar a París, on va residir fins al 1954. De retorn a Barcelona, aviat va començar una intensa activitat expositiva i el 1961 va fer la seva primera exposició al Museu d'Art Contemporani de Barcelona (1960 – 1963).
Amb una llarga trajectòria pictòrica i literària, i una extensa i reconeguda obra artística, Ràfols-Casamada va tenir l'habilitat d'integrar el millor d'Henri Matisse i de l'expressionisme abstracte americà en una recerca cromàtica de gran coherència. Si bé la seva carrera artística va començar en el terreny de la figuració, amb els anys va evolucionar cap a l'abstracció amb un pes important del color i l'ús d'estructures geomètriques. A finals dels anys cinquanta i principis dels seixanta, va fer els seus primers collages i va optar per una nova austeritat cromàtica amb predomini dels blancs. Als anys vuitanta, ja en plena maduresa creativa, va tornar a incorporar l'ús de signes amb un fort component simbòlic i estètic, i va reforçar el protagonisme del color.
L'any 1978 va ser guardonat amb el Premi FAD (Foment de les Arts Decoratives a Barcelona). Va formar part del Patronat de la Fundació Joan Miró de Barcelona des de 1980, fou guardonat amb el Premi Nacional d'Arts Plàstiques concedit pel Ministeri de Cultura d'Espanya i va donar la conferència “L'ensenyament del color” a la Facultat de Belles Arts de Barcelona. Al 2003 se li va concedir el Premi Nacional d'Arts Visuals de la Generalitat de Catalunya. Així mateix el 1983 fou distingit amb la Creu de Sant Jordi i el 1991 amb la Legió d'Honor del govern francès.
El 2023 es va celebrar l'any Ràfols Casamada-Maria Girona, comissariat per Bernat Puigdollers, una iniciativa de Lluís Bassat i el Consorci Museu d’Art Contemporani de Mataró.

## Biografia
Va iniciar els estudis d'arquitectura, però els abandonà per dedicar-se de ple a les arts plàstiques gràcies al suport del seu pare, Albert Ràfols i Cullerés.
Del 2 al 22 d'octubre de 1948, Ràfols, juntament amb Modest Cuixart i Tàpies, Maria Girona i Benet, Josep Hurtuna, Jordi Mercadé i Farrés, Ramon Rogent i Perés, Josep Maria de Sucre i de Grau, Jacint Morera i Pujals, Francesc Todó Garcia, Pere Tort i Antoni Tàpies i Puig va participar en el Primer Saló d'Octubre a les Galeries Laietanes.
L'any 1950 aconseguí una beca per poder viatjar fins a França, on s'instal·larà a París fins al 1954 amb la seva esposa, la també pintora Maria Girona i Benet. El 1967, inspirant-se de les aportacions pedagògiques de la Bauhaus, fundà l'escola Eina d'Art i de Disseny, de la qual fou professor i director.
La seva activitat pedagògica dins l'àmbit del disseny i l'art va començar el 1962 a l'escola Elisava i, més tard, al'escola Eina, que va fundar el 1967, juntament amb un grup d'intel·lectuals, professors i artistes, d'acord amb el model pedagògic de la Bauhaus. Va ser-ne director durant disset anys. També va ser un dels impulsors del Setè Congrés de l'International Council of Societies of Industrial Design. Tot i que la seva carrera literària va ser tardana (va publicar el seu primer llibre de poemes el 1976), va cultivar diversos gèneres, com l'assaig i la poesia, i va exercir d'il·lustrador de clàssics literaris catalans. L'any 2000, l'editorial Proa va reunir la totalitat de la seva obra poètica en un sol volum: Signe d'aire: obra poètica (1939-1999).
Morí el 17 de desembre de 2009 a la seva ciutat natal, als vuitanta-sis anys. L'agost de 2015 part de la seva biblioteca, documentació personal, dibuixos, etc., va posar-se a la venda als Encants Vells de Barcelona on va ser adquirida per diversos particulars. L'operació va ser interrompuda per la directora de la Biblioteca de Catalunya després de l'alerta donada per un professor de literatura a les xarxes socials. Segons el conseller Mascarell "el Museu Nacional d'Art de Catalunya s'ha mantingut en contacte periòdic amb els hereus", però malgrat el coneixement de les institucions i la seva ràpida intervenció, part de les peces procedents del domicili de Ràfols-Casamada i la seva muller Maria Girona, morta uns mesos abans, ja havien estat comprades al detall per terceres persones, una part important per part del col·leccionista Enric Palmitjana amb qui mantindran converses, segons Mascarell.

## Obra artística

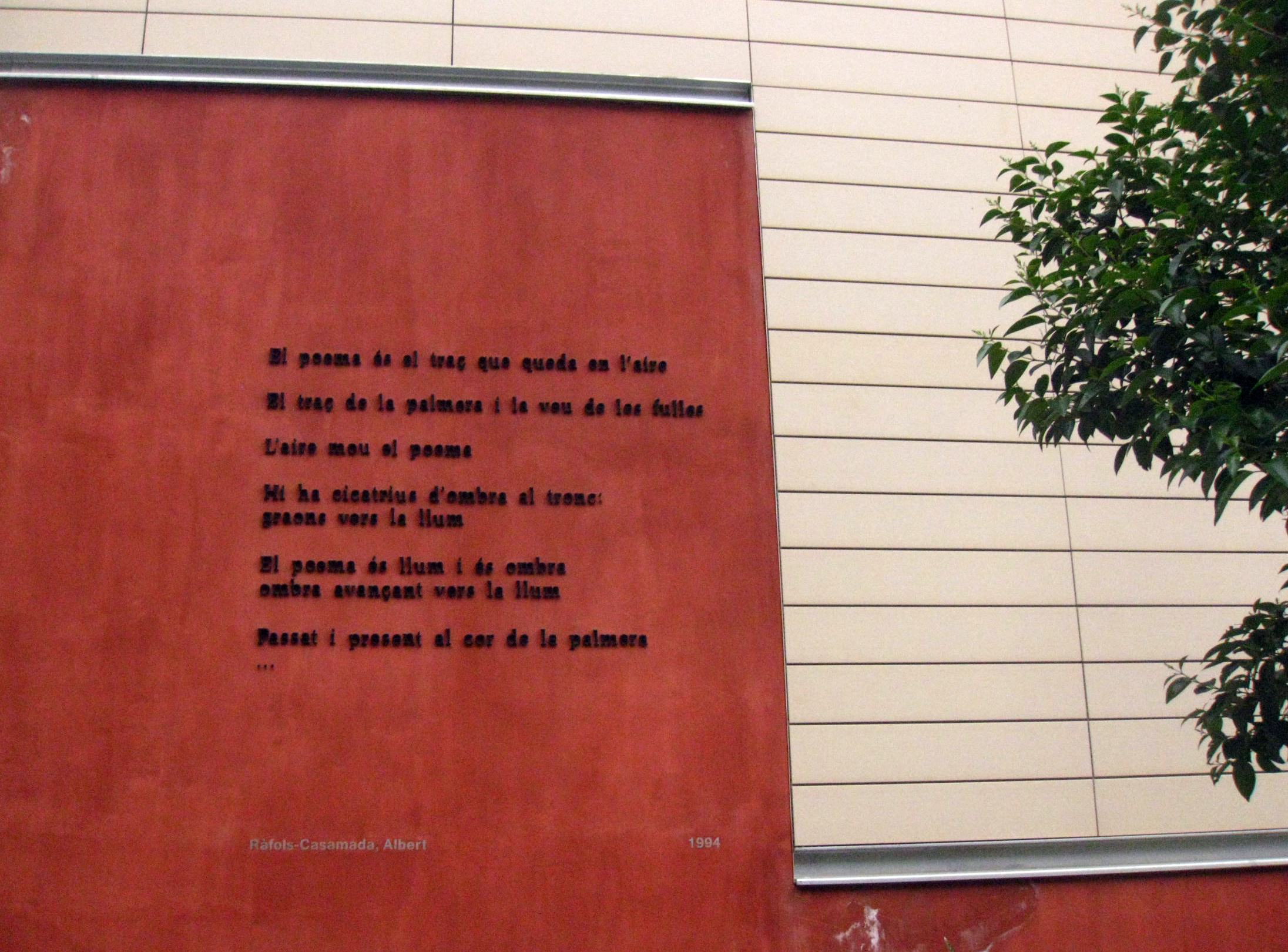
Poema de Ràfols-Casamada a la Mitgera de la palmera, Travessera de Dalt, 2, Barcelona

Iniciat en l'art pictòric dins el corrent artístic postexpressionista i figuratiu, posteriorment la seva obra s'ha mogut dins el corrent abstracte. Sense encasellament en la seva obra evolutiva, també ha participat en el món del teatre, creant escenografies i decorats.
En la seva faceta d'escriptor, Ràfols-Casamada ha publicat obres poètiques i assajos.
- 1976: Signe d'aire
- 1979: Territori de temps
- 1981: Paranys i raons per atrapar instants
- 1982: Episodi
- 1984: Angle de llum
- 1985: Sobre pintura, en castellà
- 1987: Espais de veu
- 1989: El color de les pedres
- 1994: Hoste del dia
- 1994: D'un mateix traç: fulls de dietari (1978/1982)
- 1994: L'escorça dels dies: fulls de dietari (1975-1977)
- 2000: Signe d'aire: obra poètica, 1939-1999
- 2004: Dimensions del present (2001-2004)

La seva passió pels llibres l'ha dut així mateix a una intensa activitat com a il·lustrador de clàssics literaris catalans, entre d'altres, de la novel·la Mirall trencat de Mercè Rodoreda.
L'any 2001 el Museu d'Art Contemporani de Barcelona (MACBA) li reté homenatge amb la realització d'una retrospectiva Albert Ràfols-Casamada, 1953-2001. El 22 d'octubre de 2009 se li va retre un homenatge al Museu Nacional d'Art de Catalunya, on foren presents, a més d'en Ràfols i la seva dona, Joan Manuel Tresserras; Josep Maria Castellet; Antoni Marí, i Victòria Combalia, a més d'un centenar de persones.
Altres obres destacades són:
- Notes nocturnes / Albert Ràfols Casamada. Collage/ dibuix/ material gràfic, 1976[11]
- Policromia o La galeria dels miralls / Albert Ràfols-Casamada. Collage/ dibuix/ material gràfic, 1999[12]
- Ràfols Casamada. Collage/ dibuix/ material gràfic, [1996][13]
- Estampa popular. Monumento al diálogo, 1966[14]
- Estampa popular. PIM PAM PUM, 1965[15]
- Sota l'enramada (migdia), pintura, 1982[16]
- La catedral, pintura, 1982[17]
- Vuit vents de Cadaqués (Tramuntana, Gregal, Llevant, Xaloc, Migjorn, Garbí, Ponent, Mestral). Collage/ dibuix/ material gràfic, 1977[18]
- Sense títol. Carpeta XXV Artistes Catalans, Sevilla 92. Collage/ dibuix/ material gràfic, 1992[19]
- Abril 3. Collage/ dibuix/ material gràfic, 1985[20]
- Abril 1. Collage/ dibuix/ material gràfic, 1985[21]
- Tensió, pintura, sense data[22]
- Interiors 9. Collage/ dibuix/ material gràfic, 1982[23]
- Interiors 6. Collage/ dibuix/ material gràfic, 1982[24]
- Interiors 5. Collage/ dibuix/ material gràfic, 1982[25]
- Ganivet i forquilla, pintura, sense data[26]
- Interior amb figura, pintura, 1951[27]
- Rosa sostingut, pintura, 1983[28]
- Jardí d'agost, pintura, 1982[29]
- Pintura, pintura, 1960[30]
- Entre les fulles, pintura, 1984[31]
- Pintura 2 (Homenatge a Joan Miró), pintura, 1971[32]
- Construcció, 1966[33]
- Blau profund, pintura, 1959[34]
- Barcelona Triangle, pintura, 1987[35]
- Banda groga, pintura, 1990[36]
- Sageta, pintura, 1990[37]
- Dins el roig, pintura, 1989[38]
- Crepuscular, pintura, 1988[39]

## Llibres publicats
Poesia i llibres de l'artista
- Signe d'aire. Barcelona: El Mall, 1976.
- Territori de temps. Barcelona: Quaderns Crema, 1979.
- Paranys i raons per atrapar instants. Sabadell: Editorial dels Dies, 1981.
- Episodi. Cuenca: Antojos, 1982.
- Angle de llum. Barcelona: Edicions 62, 1984.
- Espais de veu. Maó: Druïda, 1987.
- El color de les pedres. Barcelona: Columna, 1989.
- Espiral del temps. Barcelona: Círculo de Lectores, 2003.
- Dimensions del present (2001-2004). Vic: Eumo - Cafè Central, 2004.

Prosa
- L'escorça dels dies: fulls de dietari (1975-1977). Barcelona: Els Llibres de Glauco, 1984.
- Sobre pintura [en castellà] 1985.
- D'un mateix traç: fulls de dietari (1978/1982). Barcelona: Edicions 62, 1994.
- Hoste del dia. Barcelona: Columna, 1994.

Obres completes
- Signe d'aire: obra poètica, 1939-1999. Barcelona: Proa, 2000.

Altres
- Ràfols Casamada: el passeig del poeta. Barcelona: Polígrafa, 1991.
- Josep Lluscá. Barcelona: Gustavo Gili, 1991.
- Correspondències i contrastos. Barcelona: Universitat de Barcelona, Servei d'Informació i Publicacions, 1994.

## Fons personal
El desembre de 2015 la família d'Albert Ràfols-Casamada i Maria Girona va lliurar a la Biblioteca de Catalunya (BC) el fons personal d'ambdós artistes, que comprèn els seus materials gràfics, manuscrits i impresos. Una de les nebodes dels artistes, Maria Fuchs Girona, en nom i representació de la seva germana Margarita Rosa Fuchs Girona, va dipositar temporalment el fons a la Biblioteca de Catalunya, mentre es formalitza la donació definitiva. Fins ara, els fons gràfics, textuals i bibliogràfics dels artistes estaven ubicats en diferents espais.
El fons d'Albert Ràfols-Casamada i Maria Girona és una mostra representativa de l'activitat professional i de l'experiència personal dels artistes. En els
documents es recull l'activitat pròpia i la del seu entorn. El fons mostra la gran activitat al voltant del disseny que dona pas a la generació dels anys 80 del
segle xx, marcada per l'esclat a l'entorn dels Jocs Olímpics de Barcelona de 1992. La documentació gràfica d'aquest fons destaca tant per la seva extensió, com pel contingut i permet tenir una visió de l'activitat dels artistes a través dels catàlegs d'exposicions i de les fotografies i accedir a la seva expressió més íntima, mitjançant les seves llibretes de dibuixos originals comentats amb textos manuscrits. Cal destacar especialment el gran nombre d'esbossos originals i molt especialment les llibretes de butxaca.